# ロンド島
ロンド島 (ロンドとう、フランス語: Île Ronde、英語: Round Island)は、モーリシャス島の22.5 km北にある無人島である。ロンド島は1.69 km2の広さを有し、最高地点の標高は280 mである。ロンド島は1957年以降、自然保護区となっており、国立公園保存局（NPCS）とモーリシャス野生動物財団によって共同で管理されている。
また、ロンド島の周辺はスクーバダイビングの名所としても知られるが、島内は自然保護区であるため立入禁止となっている。

## 生物
ロンド島にしか存在しない希少な爬虫類が存在し、それらには、ロンド島トカゲ、ギュンターヒルヤモリ、ロンド島ボア、および絶滅したボリエリアボアが含まれる。
こうした爬虫類を含む生態系は、外部からネズミや猫がもたらされたことで危機にさらされていた。しかし、保全生態学者のカール・ジョーンズらによる生態系保護の努力が行われた結果、ロンド島トカゲの数は増加しつつある。
また、ロンド島固有の希少な植物として、トックリヤシがある。

## 歴史
1794年10月22日、セイロン侵攻の過程で、ロンド島沖でイギリス海軍とフランス海軍の戦いが行われた（ロンド島の戦い）。